# Elmore (Gloucestershire)
Pour les articles homonymes, voir Elmore.
Elmore est une paroisse civile et un village du Gloucestershire, en Angleterre.